# Spyware
Betegnelsen spyware eller spionprogrammer bruges om computerprogrammer, der installerer sig selv hos en klient, som regel uden at klienten ved noget om dette. Man kan beskytte sin computer mod spyware med programmer, men disse skal typisk opdateres tit, for at kunne følge med fremvæksten af nye spyware-programmer.
Spyware er en almen form for malware, som ligger spredt ud på din computer, og ser efter hvad du laver. Den minder en del om en keylogger, og man kan beskytte sig mod spyware med programmer som bl.a. Spyware Blaster, som kan hentes via mange hjemmesider. Der opstår dog konstant nyere versioner af spyware, og derfor er de altid svære at finde.